# Anna Amalia Bergendahl
Anna Amalia Bergendahl, född 1827, död 1899, var en nederländsk författare, utgivare och filantrop. Hon är främst känd som abolitionist och grundare och ordförande för en av Nederländernas två stora abolitionistföreningar.

## Biografi
Bergendahl var dotter till Christian Kroppelin Bergendahl (ca 1790-1871), styrman i handelsflottan, och Anna Maria Dannenberg (1789-1857). Anna Amalia Bergendahl förblev ogift. Hon bodde i Amsterdam.
Bergendahl var från 1840 verksam i sina föräldrars välgörenhetsförening Vereeniging Hulpbetoon, som sedan döpts om till Vereeniging tot Support van Hulpbetoonden. 
1855 publicerade Anna Bergendahl den första i en serie redigerade samlingar som är karakteristiska för hennes verksamhet: Souvenir är en samling prosa och poesi. 
Hon bildade 1856 'Dames-Comité ter Bevordering van de Evangelieverkondiging en de Afschaffing der Slavernij', en kvinnoförening för avskaffandet av slaveriet i Nederländska Surinam, och fungerade som dess ordförande. 